# Onthophagus shillongensis
Onthophagus shillongensis är en skalbaggsart som beskrevs av Scheuern 1995. Onthophagus shillongensis ingår i släktet Onthophagus och familjen bladhorningar. Inga underarter finns listade i Catalogue of Life.